# 斯普林阿伯大學
斯普林阿伯大學（英語：Spring Arbor University）是美國密西根州斯普林阿伯的私立大學，源於福音派循理會，建於1963年，在1994年升格為大學。

## 校史
最早是一間1873年，神學院隸屬的小學和中學教育機構。1923年，董事會招收專校學生。1960年成為學院，而廢止高中學制。1981年，在蘭辛和弗林特建立分校，1994年，成立研究生學制。2001，更為現名。

## 外部連結
http://www.arbor.edu/ （页面存档备份，存于）